# روجر ليون
روجر ليون (بالفرنسية: Roger Lion)‏ هو كاتب سيناريو ومخرج فرنسي، ولد في 27 سبتمبر 1882 في تروا في فرنسا، وتوفي في 27 أكتوبر 1934 في باريس في فرنسا.

## وصلات خارجية
- روجر ليون على موقع IMDb (الإنجليزية)
- روجر ليون على موقع ألو سيني (الفرنسية)
- روجر ليون على موقع أول موفي (الإنجليزية)
- روجر ليون على موقع قاعدة بيانات الأفلام السويدية (السويدية)
- روجر ليون على موقع قاعدة بيانات الفيلم (الإنجليزية)
- روجر ليون على موقع كينوبويسك (الروسية)